# Siegfried Purner
Siegfried Purner (født 16. februar 1915 i Innsbruck, Tyrol, død 10. februar 1944 i Kozaki, Vitebsk) var en østrigsk håndboldspiller, som blandt andet deltog i OL 1936.
Han var en del af det østrigske håndboldlandshold, som vandt sølvmedalje. Han spillede i to kampe.